# 普熱米斯爾王朝
普熱米斯爾王朝（捷克语：Přemyslovci）是一个發源於捷克的家族，从公元9世纪至1306年统治了波希米亚公国、之后的波希米亚王国及摩拉維亞侯國，该家族还统治过波兰、匈牙利和奥地利的部分领土。